# 蓮光寺 (川越市)
蓮光寺（れんこうじ）は、埼玉県川越市にある曹洞宗の寺院。

## 歴史
創建年代は不明であるが、1520年（永正17年）寂の慶庵惣与によって開山されたことから、それよりも少し前に創建されたものと推測される。下野国足利郡山川村（現・栃木県足利市山川町）の長林寺の末寺である。
1591年（天正19年）、徳川家康が鷹狩の途中、当寺に立ち寄って休憩した。その時の縁により、家康より寺領7石の朱印状が交付されている。
明治以降も農地改革が行われるまで、4町歩の寺有地を有していたという。

## 文化財
- 蓮光寺総門（川越市指定有形文化財 平成8年4月12日指定）[3]

## 交通アクセス
- 上福岡駅より徒歩34分。